# Danys Báez
 | Equipo
Danys Báez González nació el 10 de septiembre de 1977, en Pinar del Río, Cuba. Es un ex-lanzador profesional. Báez ha jugado para Cleveland Indians (2001–2003), Tampa Bay Devil Rays (2004–2005), Los Angeles Dodgers (2006), Bravos de Atlanta (2006), Baltimore Orioles (2007–2009), y Filadelfia Phillies (2010–2011).

## Trayectoria

### Indios de Cleveland
En el año 1999 Danys Báez es firmado por los Indios de Cleveland. En su segunda temporada, jugó tanto para los Indios como en la Triple-A de Búfalo Bisons. En su debut, contra los Tampa Bay Devil Rays, fue cero a cero por entradas. Sobre el resto del año, fue 5–3 con una 2,91 ERA.
En el 2002, Danys fue movido a rotador de los Indians. En Abril 5 de ese mismo año, gana su primera rotación contra los Tigres de Detroit. El 26 empezó, continuó con 4.44 ERA. En agosto fue movido a cerrador cual terminá esa temporada.
En el 2003 Danys pitchea como reliever para los Indias. Fue armador y cerrador para esa temporada. Tuvo 25 saves y 10 blows saves, cual fue empate para las Grandes Ligas de Béisbol.

### Tampa Bay Devil Rays
Fue firmado como agente libre con Tampa Bay Devil Rays, en el 2004 fue cerrador del equipo a tiempo completo. Fue save chances de 30 por 33, es su mejor marcador en su carrera, y el número 7 de las grandes liga. El 14 de enero de 2006 es intercambiado a Los Angeles Dodgers junto con él Lance Carter por Edwin Jackson y Chuck Tiffany. Báez fue cerrador de los Dodger, hasta que el leccionado Éricto Gagné se recuperara, pero fue movido como cerrador, en mayo, después de a ver perdido 4 saves en 4 chances.

### Bravos de Atlanta
Danys fue intercambido el 28 de julio de 2006, junto con él; el infielder Willy Aybar es cambiado por un shortstop de tercera base, Wilson Betemit. Mientras tantos en Atlanta, era el armador de los Bravos y el nuevo integrante, Bob Wickman cerrador.

### Baltimore Orioles
El 26 de noviembre de 2006 Danys firmó un nuevo contrato con los Orioles de Baltimore. Era el armador del equipo, y para el cerrador de los Orioles, el lanzador Chris Ray, luego pasó a ser el cerrador después que Ray sufriera una lección, para la final de la temporada, en julio de ese año. En el 29 de marzo de 2008 Báez fue agregado a la lista de lesionados después de operarse el codo y se perdió toda la temporada 2008.
Báez retorna con un buen comienzo, en la temporada, de después de su cirugía en el codo. El 22 de mayo de 2009 Báez tuvo su preimer éxito contra los Nacionales contra la sutitución Kip Wells. 

### Fillies de Filadelfia
El 31 de diciembre de 2009 Báez accede a las cláusula de un contrato con los Phillies de Filadelfia el cual es anunciado oficialmente el martes 1 de mayo de 2010. En el 2010, Danys hace 51 apariciones para Filadelfia, teniendo un marcador de 5.48 ERA. Danys hace 29 apariciones para Filadelfia, en el 2011 marcando 6.25 ERA antes de ser designado por assignment en julio 22. En agosto 1, es agente libre.

### Retiro
Danys Báez anunció su retiro el 27 de febrero de 2012.

### Personal
Danys desertó del equipo nacional de Cuba, en el Juegos Panamericanos de 1999 en Winnipeg, Canadá. Cinco años más tarde su familia siguió sus pasos, reuniéndose con él en los Estados Unidos.